# محاولة انقلاب 1986 في توغو
في 23 سبتمبر 1986، وقعت محاولة انقلاب عسكري في توغو. قام بالانقلاب مجموعة من حوالي 70 منشقًا مسلحًا عبروا إلى العاصمة لومي من غانا في محاولة فاشلة للإطاحة بحكومة الرئيس غناسينغبي إياديما.

## تفاصيل محاولة الانقلاب
وفقًا لتقارير إذاعية، في حوالي الساعة 20:00 بالتوقيت العالمي المنسق، دخل المتمردون العاصمة لومي (الواقعة على الحدود مع غانا) بحوالي 30 إلى 40 شاحنة. توجهوا مباشرة إلى معسكر للجيش حيث يقيم إياديما، وفتحوا النار بالأسلحة الآلية وقاذفات الصواريخ..
كما هاجم المتمردون محطة الإذاعة ومقر حزب تجمع الشعب التوغولي (RPT) الحاكم.
وذكر تقرير إذاعي أن هجوم المتمردين صُدَّ بهجوم مضاد قاده إياديما نفسه. إحباط محاولة الانقلاب شاركت فيها القوات المسلحة التوغولية والطائرات الحربية. قُتل ما لا يقل عن 14 أو 13 شخصًا في معركة استمرت طوال الليل في الشوارع، وتم أسر 19 من المتمردين. وذكرت الإذاعة الحكومية أن 6 مدنيين قتلوا أيضا.
وقال مسؤولون بوزارة خارجية ألمانيا الغربية في مدينة بون إن مواطنهم وهو رجل أعمال قتل في القتال. ووصفوا المعركة بأنها محاولة واضحة للإطاحة بالحكومة.

## بعد الانقلاب
تم إغلاق الحدود بين غانا وتوغو، وفُرض حظر تجول إلى أجل غير مسمى على لومي.
في أعقاب طلب إياديما للمساعدة العسكرية من فرنسا، قالت وزارة الدفاع الفرنسية في 26 سبتمبر أنها سترسل طائرات حربية وقوات إلى توغو. وقالت الوزارة إنه تم إرسال القوات تماشيا مع اتفاقية 1963 مع توغو.
أعيد انتخاب إياديما دون معارضة في الانتخابات الرئاسية في 21 ديسمبر 1986، واستمر في حكم البلاد حتى وفاته في 5 فبراير 2005.